# Atlapetes albiceps
Atlapetes albiceps е вид птица от семейство Овесаркови (Emberizidae).

## Разпространение
Видът е разпространен в Еквадор и Перу.